# Brent (Oklahoma)
Brent es un lugar designado por el censo ubicado en el condado de Sequoyah en el estado estadounidense de Oklahoma. En el año 2010 tenía una población de 245 habitantes y una densidad poblacional de 6,02 personas por km².

## Geografía
Brent se encuentra ubicado en las coordenadas 35°21′59″N 94°47′11″O / 35.36639, -94.78639 (35.366510, -94.786501). Según la Oficina del Censo de los Estados Unidos, Brent tiene una superficie total de 15,71 mi² (40,7 km²), de la cual 11,178 mi² (29,0 km²) corresponden a tierra firme y 4,532 mi² (11,7 km²) es agua.

## Demografía
Según la Oficina del Censo en 2000 los ingresos medios por hogar en la localidad eran de $24,141 y los ingresos medios por familia eran $27,813. Los hombres tenían unos ingresos medios de $21,250 frente a los $16,042 para las mujeres. La renta per cápita para la localidad era de $11,968. Alrededor del 13.9% de la población estaban por debajo del umbral de pobreza.